# Košice (Boemia centrale)
Košice (in tedesco Koschitz) è un comune della Repubblica Ceca facente parte del distretto di Kutná Hora, in Boemia Centrale.